# Ruch Barnówecki
Ruch Barnówecki (niem. Berneuchener Bewegung) – ewangelicki ruch odnowy religijnej powstały w latach 20. XX wieku w Niemczech, biorący nazwę od miejscowości Barnówko (niem. Berneuchen). Jego celem jest reforma Kościoła  i życia liturgicznego od wewnątrz oraz wzajemne wsparcie duszpasterskie i duchowe.

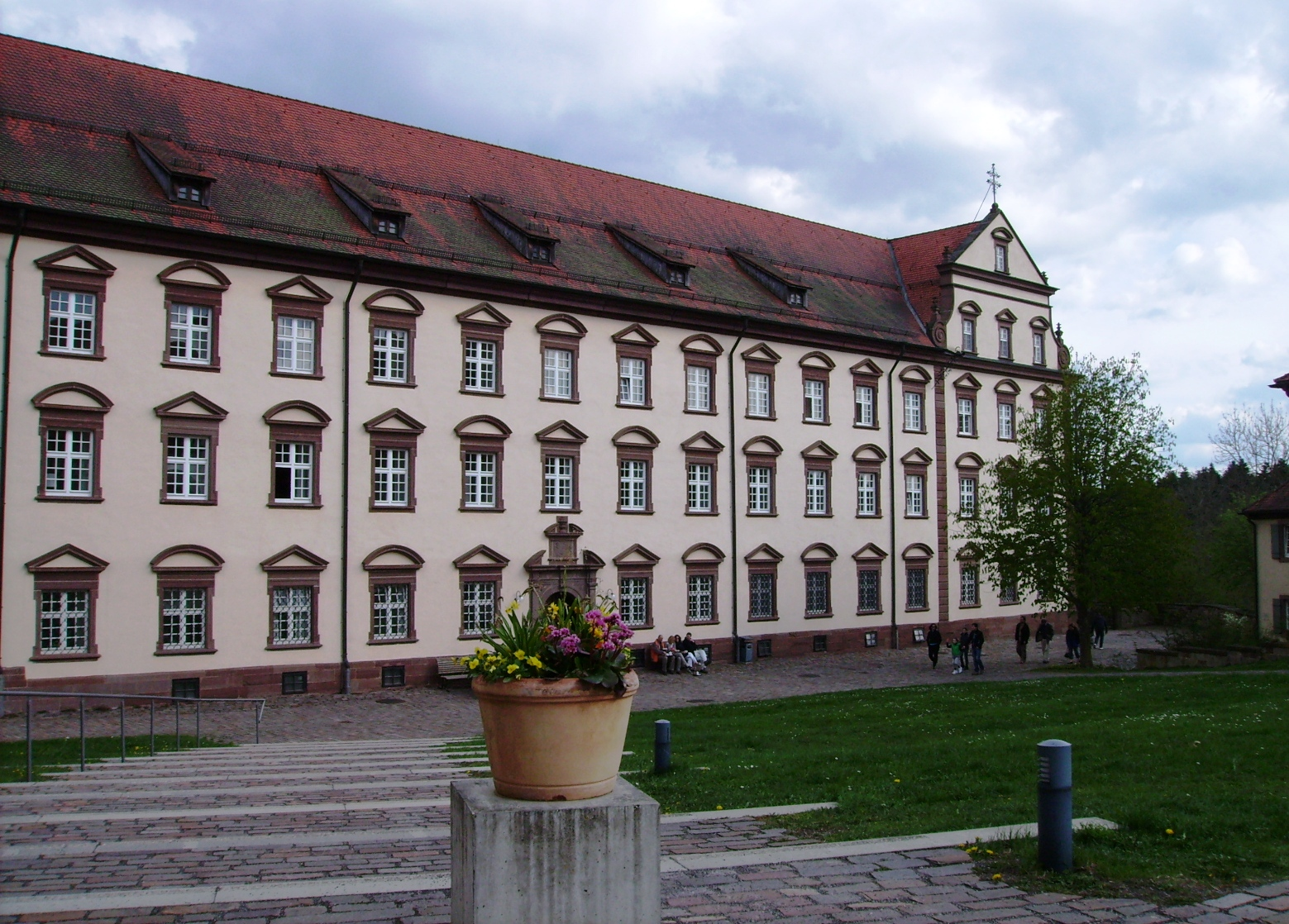
„Dom Barnówecki” (niem. Berneuchener Haus), dawny klasztor w Kirchberg, od 1958 roku ośrodek ruchu

## Powstanie
Ruch powstał w 1922 roku w Angern koło Magdeburga jako reakcja organizacji młodzieżowych na radykalne zmiany społeczne zachodzące po I wojnie światowej i potrzebę odnowy życia religijnego, formy i treści przeżywania wiary, na które według założycieli ówczesny kościół nie odpowiadał. Kolejne doroczne spotkania członków ruchu w latach 1923-1928 odbywały się w Barnówku. W 1926 roku opublikowany został manifest grupy, tzw. Księga Barnówecka (niem. Berneuchener Buch), pod którą oprócz autorów - Williama Thomasa, Ludwiga Heitmanna, Karl Bernharda Rittera i Williama Stahlina - podpisało się 66 innych osób, w tym Paul Tillich, Ruth von Kleist-Retzow i Maria von Wedemeyer.

## Ośrodki
Współcześnie do Ruchu Barnóweckiego należą wspólnoty Berneuchener Dienst, Michaelsbruderschaft oraz Gemeinschaft St. Michael. Kładą one nacisk na eucharystię w postaci ewangelickiej mszy, modlitwę oraz codziennie czytanie Pisma Świętego i medytację. Centrum społeczności jest dawny klasztor dominikański Kirchberg w Sulz am Neckar w Niemczech, nabyty w 1958 roku przez wspólnotę św. Michała (Gemeinschaft St. Michael). Ruch wnosi również znaczący wkład w rozwój ekumenizmu.

## Wydawnictwa
W latach 1929–1940 pismem społeczności był rocznik „Das Gottesjahr” (założony w 1921 roku przez pastora Walthera Kalbe), zaś od roku 1952 wydawany jest kwartalnik „Quatember”.